# Hackås kyrka
Hackås kyrka är en kyrkobyggnad i stationssamhället Hackås. Den är församlingskyrka i Hackås församling i Härnösands stift. Kyrkan är troligen den äldsta som är bevarad i Norrland och alltsedan medeltiden har den varit sockenkyrka i Hackås socken.

## Kyrkobyggnaden
Kyrkan uppfördes någon gång inpå 1100-talet eller tidigare och är den enda i Jämtland som har en halvrund absid. Sakristian med tillhörande korabsid kan härledas till tusentalet. Andra äldre inslag är större delen av långhuset. Åren 1770-1771 förlängdes långhuset åt väster och kyrkan fick då sin nuvarande planform. År 1972 genomfördes utgrävningar då man vid västra gavelsidan fann resterna av ett äldre kyrktorn.
I absiden finns kalkmålningar från 1200-talet med motiv ur legenden om Sankta Margareta. Väggarna utsmyckades 1601 med målningar i tavelmässigt formade fält som beskriver Den heliga nattvarden, Vid Kristi grav och Livets brunn. Målningarna utfördes av bygdemålarna Olaus Erici och Jonas Erici.. Orgeln byggdes 1874 av Johan Gustaf Ek. 
Klockstapeln uppfördes 1752 av Per Olofsson i Dillne.

## Trefaldighetskälla
En trefaldighetskälla finns intill kyrkan, som förutom av sockenborna nyttjades av alla de pilgrimer som under medeltiden hade vägen förbi och skulle vidare över sjön till Nidaros. I närheten ligger Sanne gravfält med högar och flata gravar från järnåldern. Källan kan således ha varit en förhistorisk kultkälla.

## Bilder

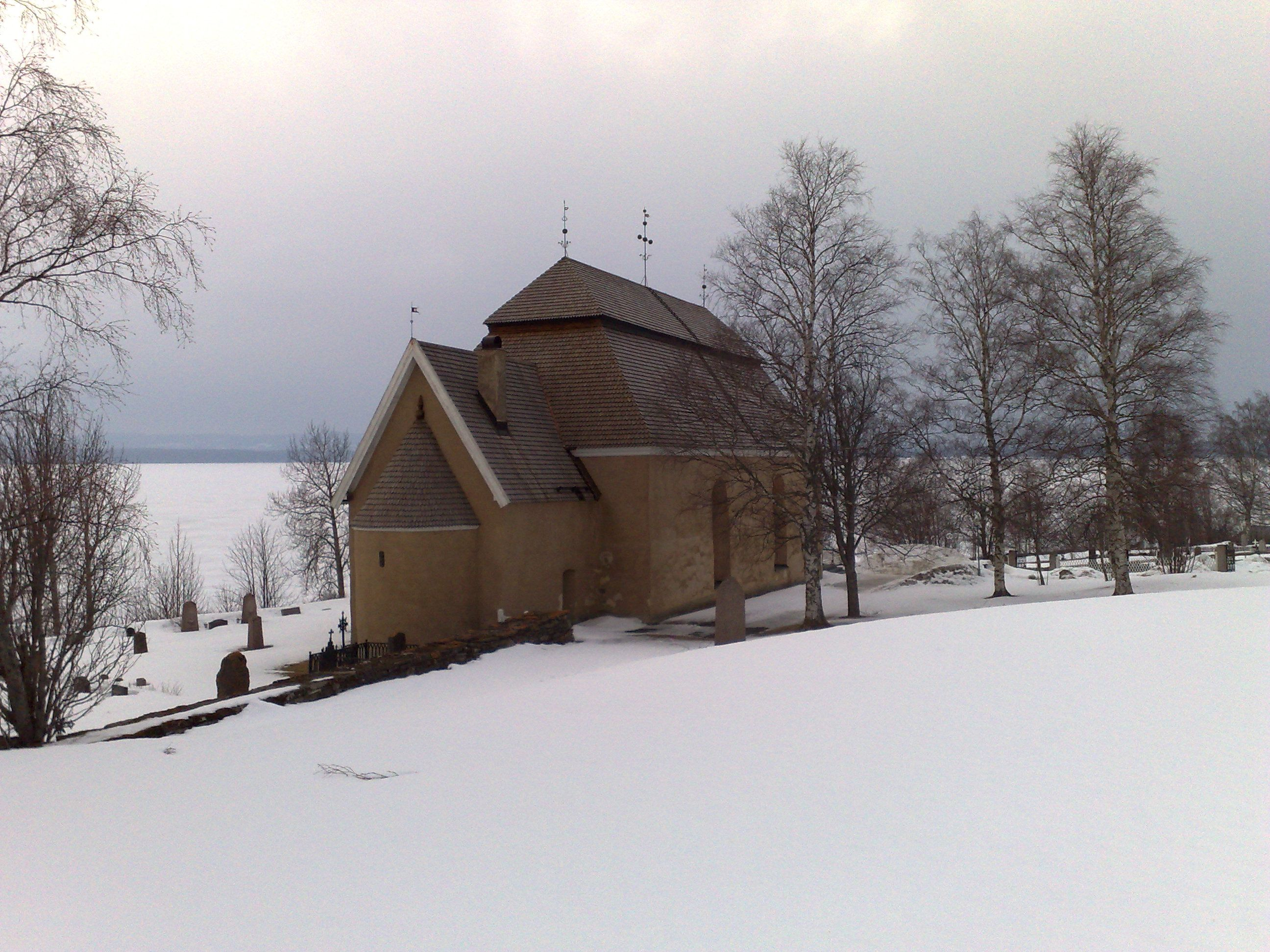
Vinterbild
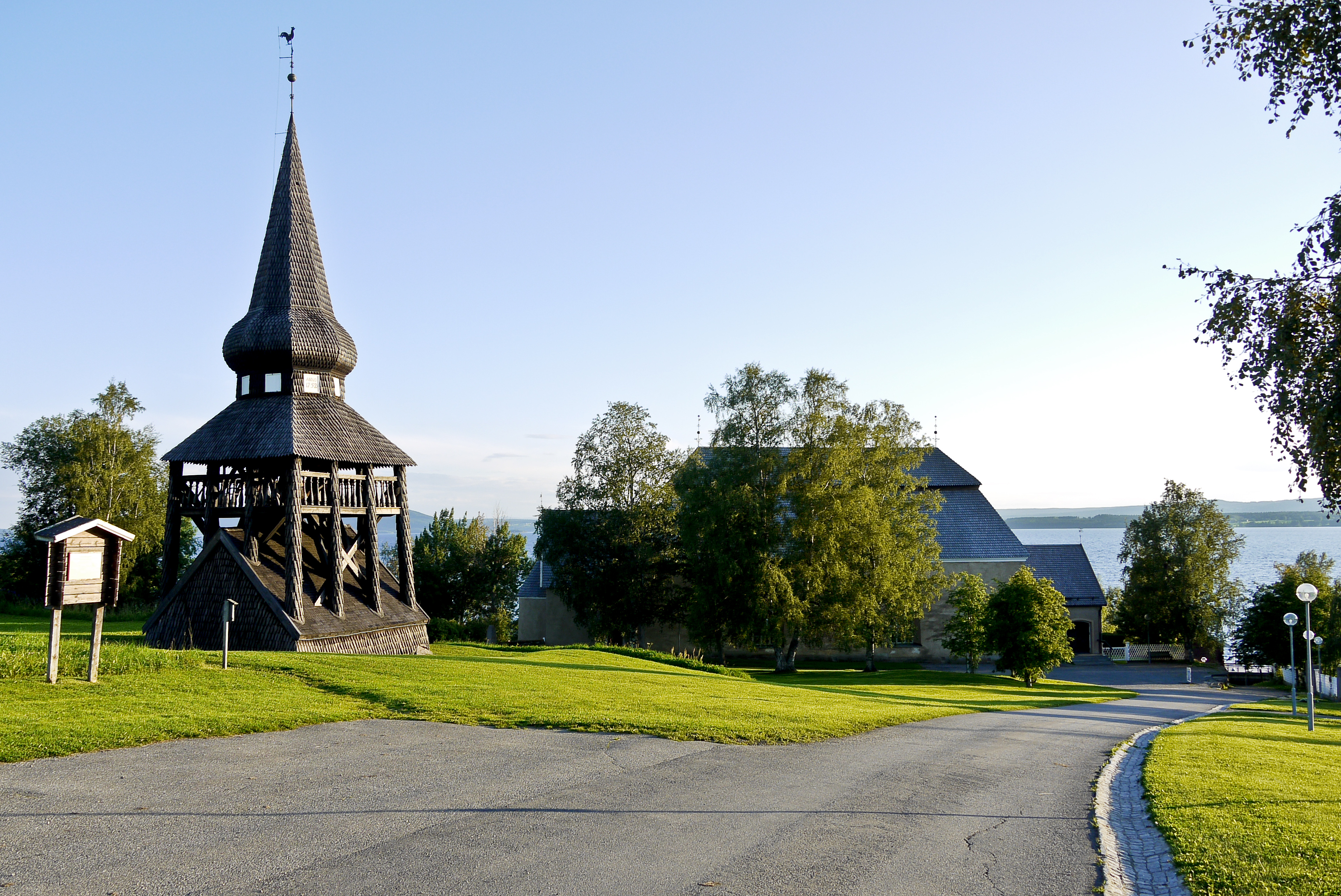
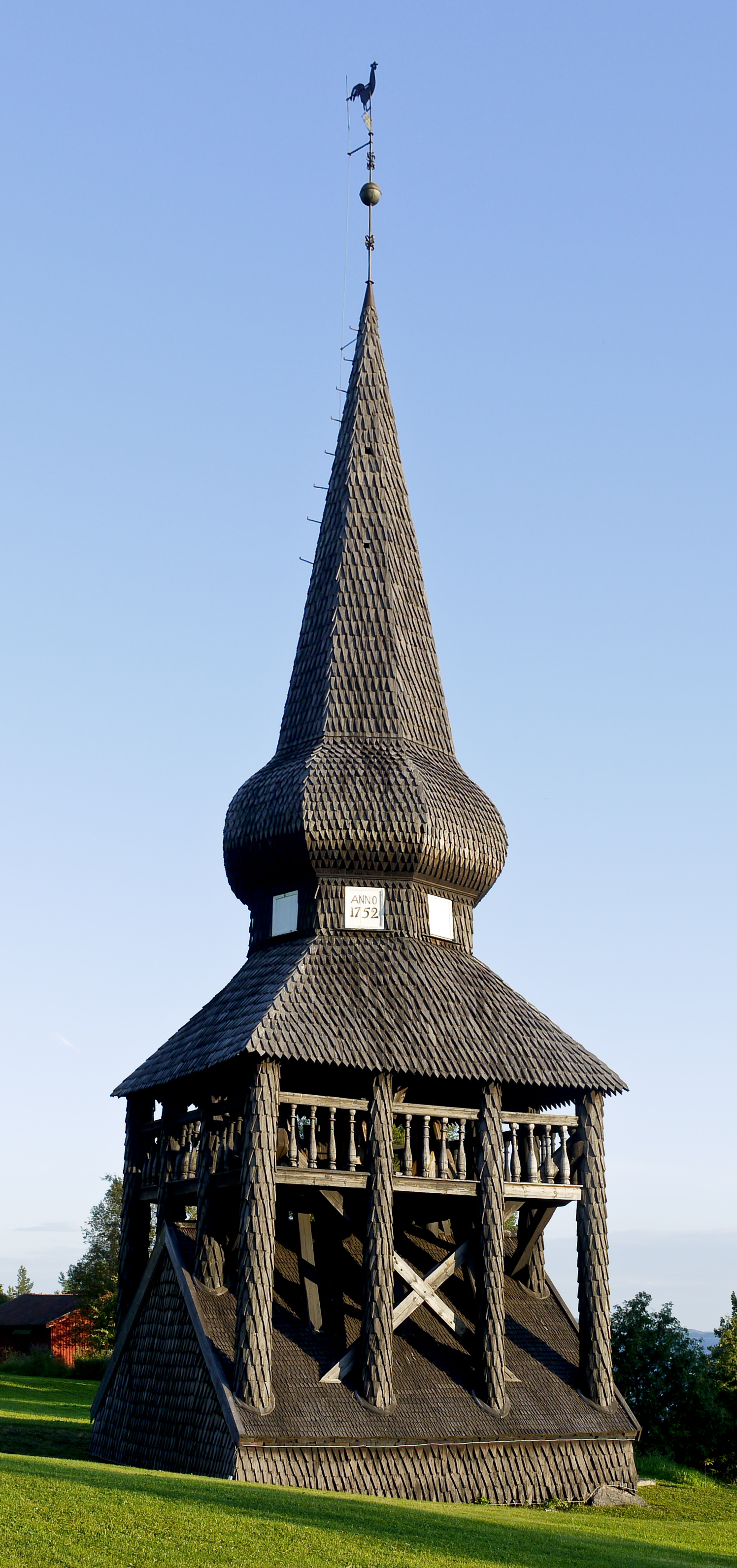
Klockstapeln från 1752
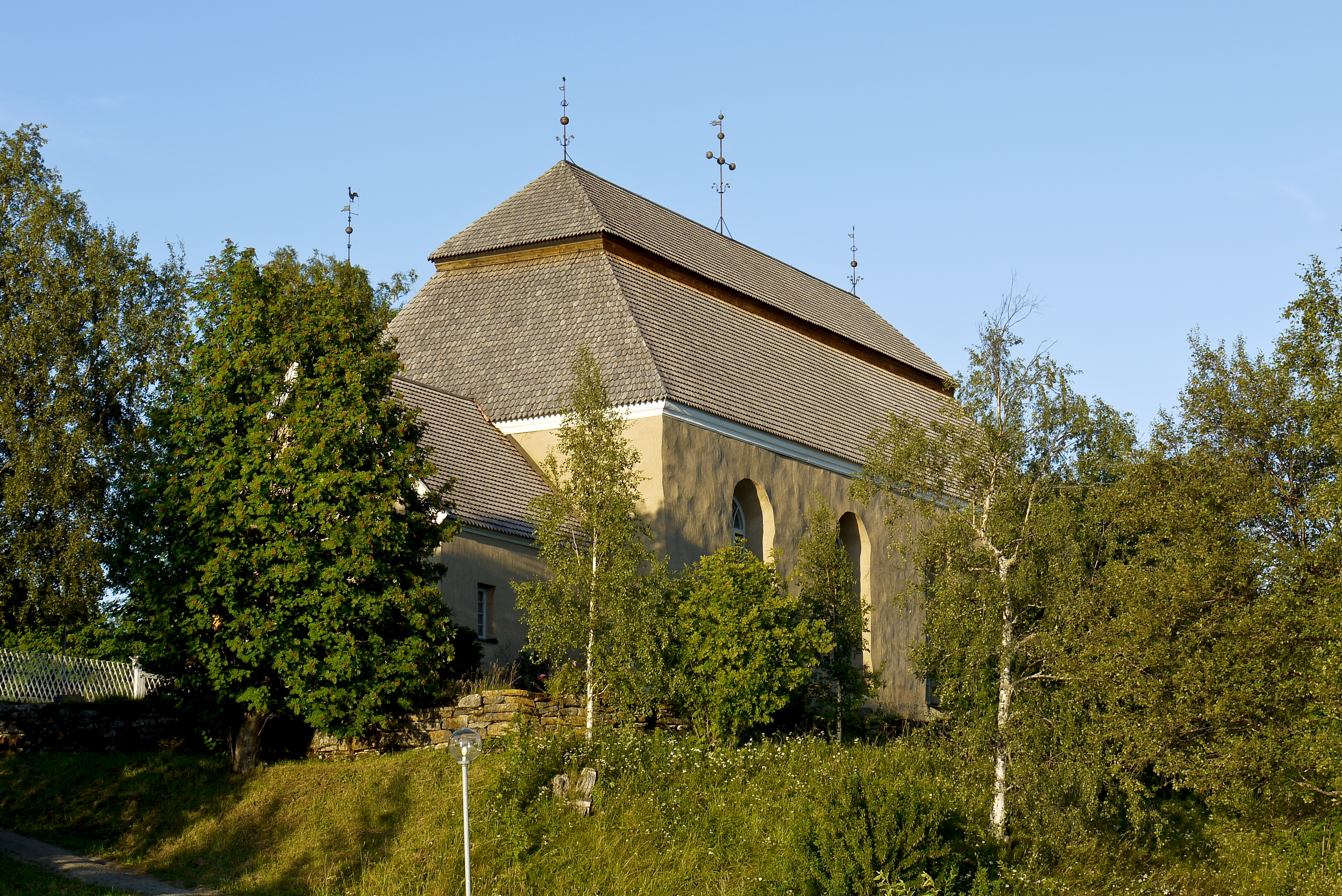
Vy från Storsjön
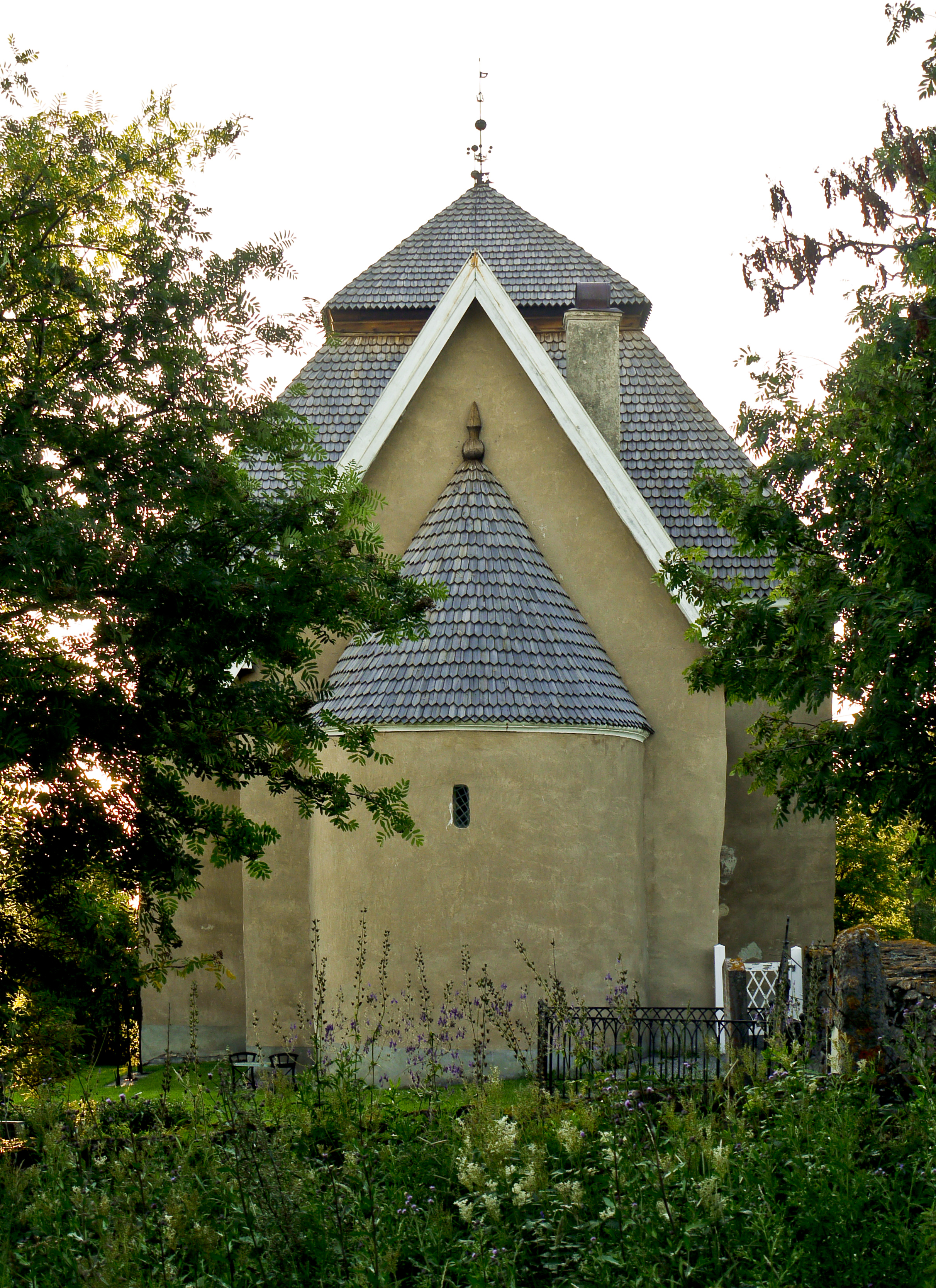
Absiden
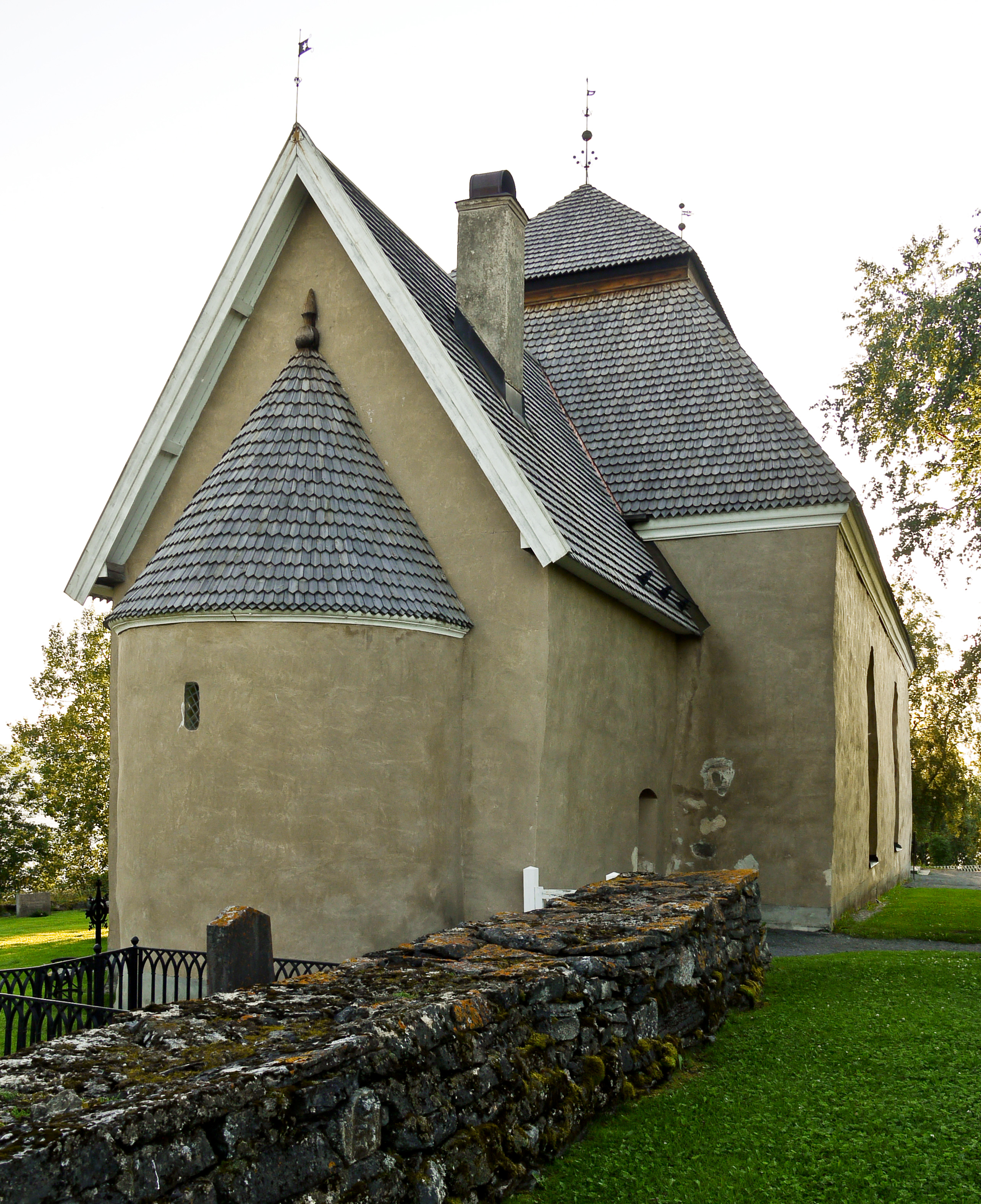
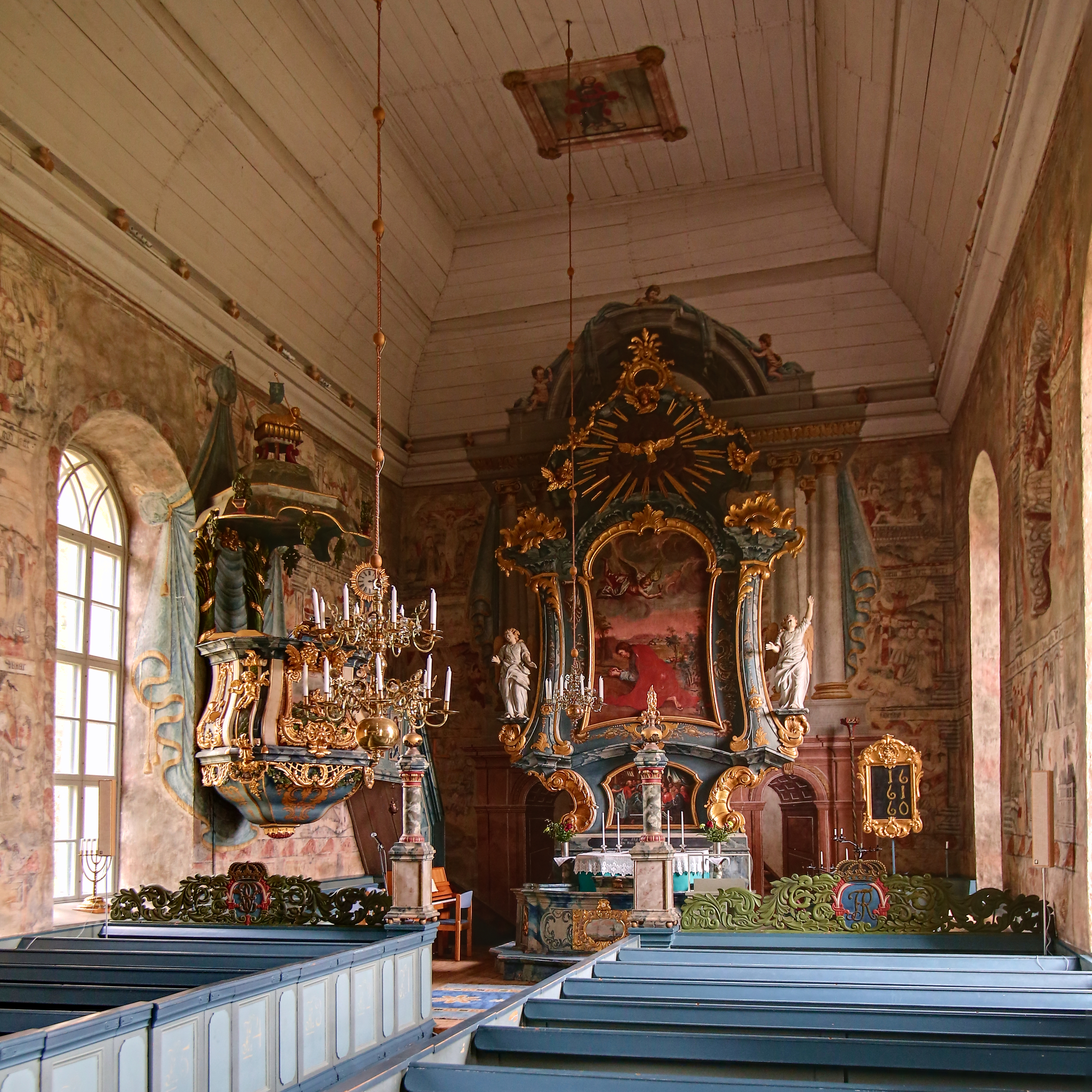
Interiör mot öster
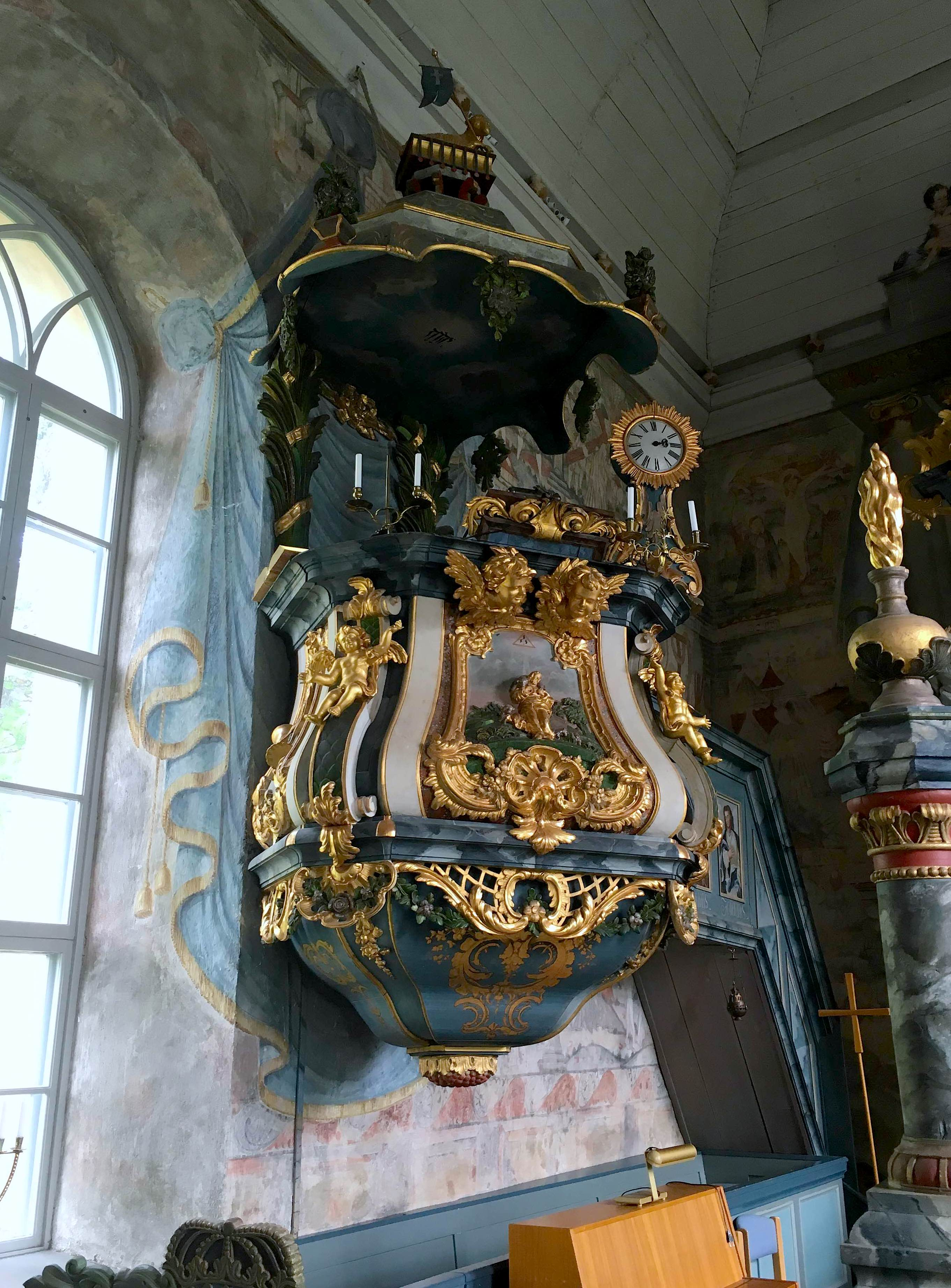
Predikstolen skulpterad på 1770-talet av Johan Edler den äldre. Måleri och förgyllningar utfördes av Anders Berglin.
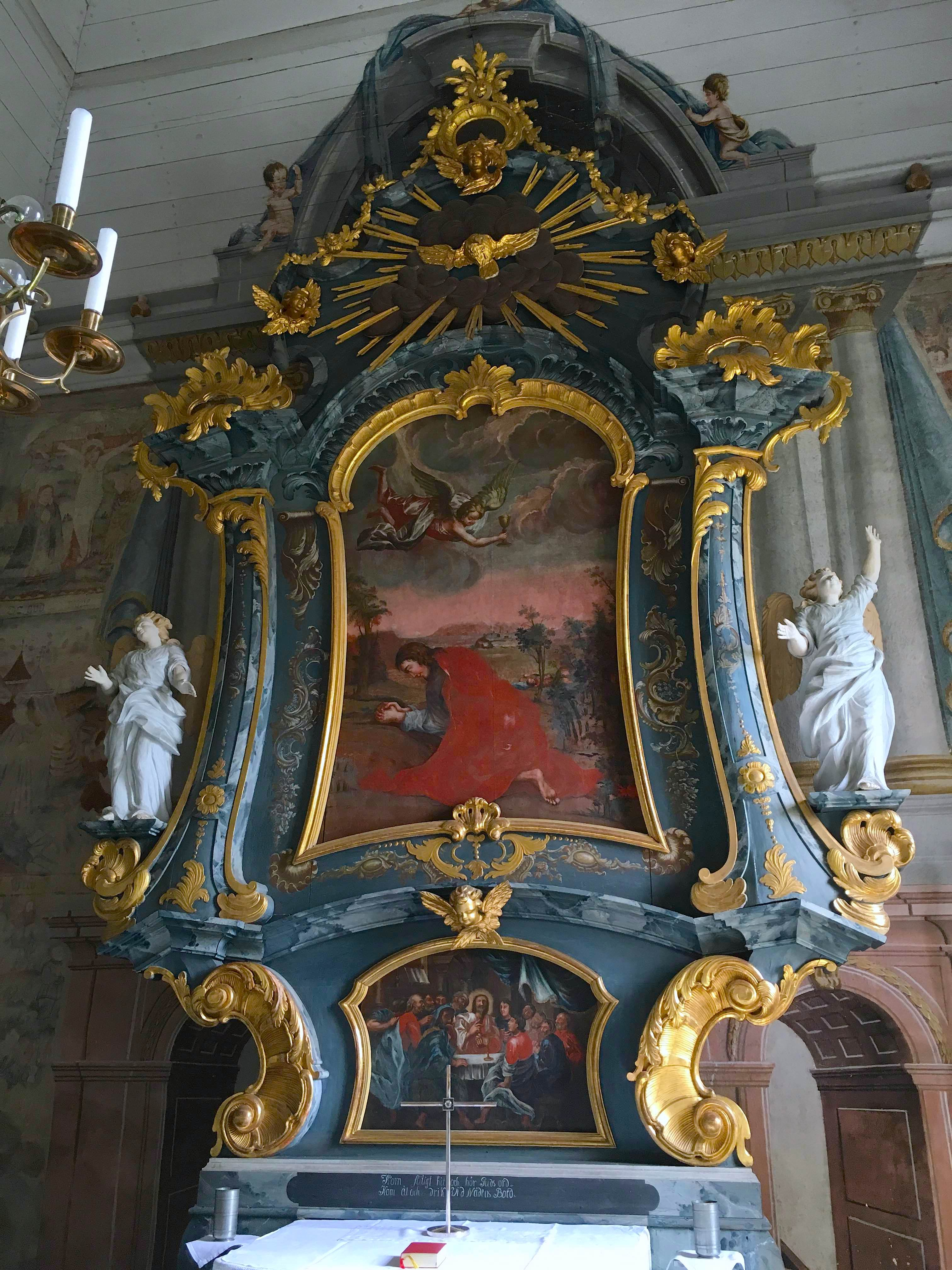
Altaruppsatsen från 1781, även den av Johan Elder den äldre.
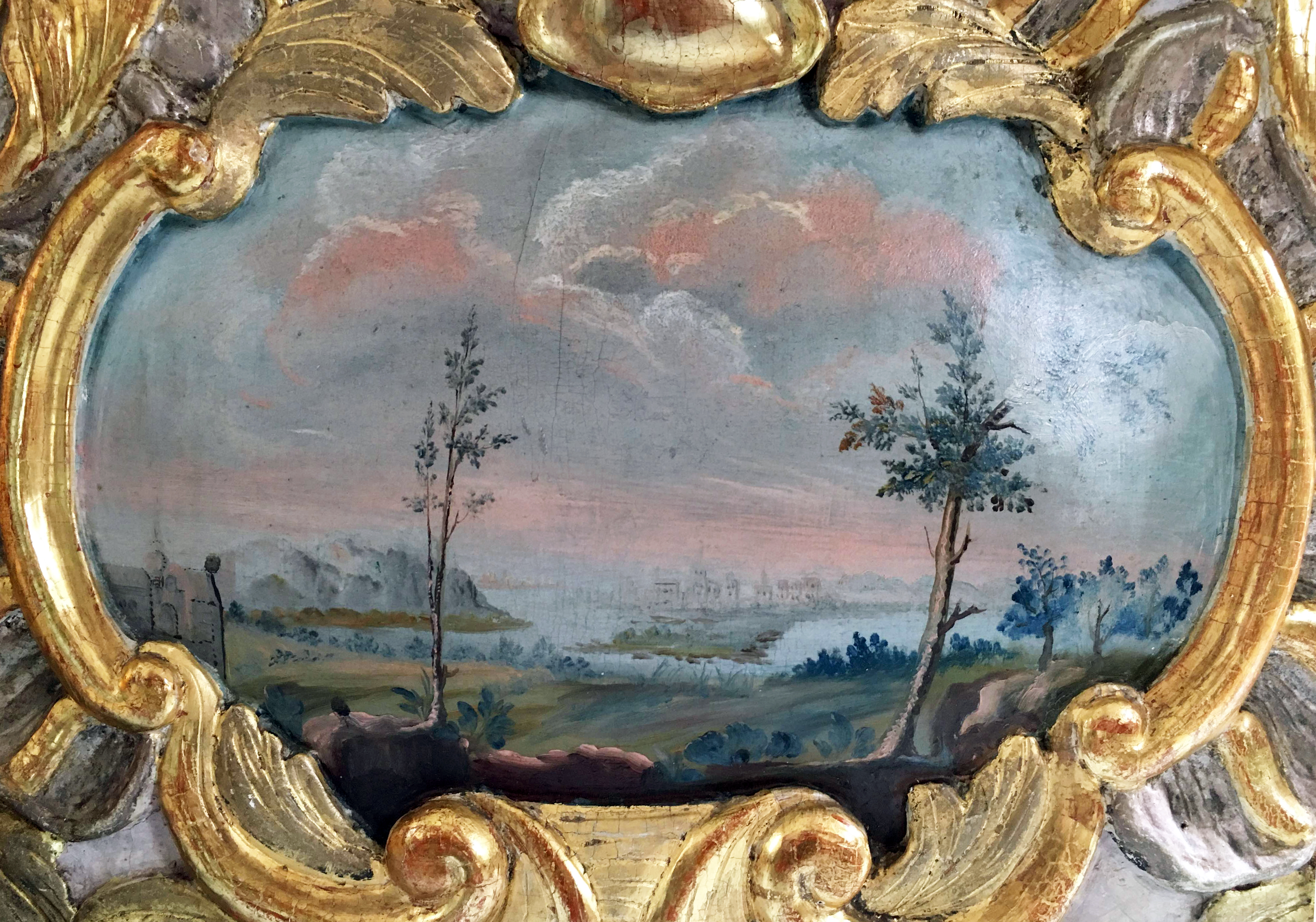
En av Anders Berglins landskapsmålningar på altarringen, denna med utsikt över Storsjön och Hoverberget.